# Insurgentes Sur (estación)
Insurgentes Sur es una de las estaciones que forman parte del Metro de la Ciudad de México, perteneciente a la Línea 12. Se ubica al sur de la Ciudad de México, en la alcaldía Benito Juárez. 

## Información general
El nombre proviene de la Avenida Insurgentes en la parte sur de esta vialidad y que pasa cerca de la estación. El ícono es la fusión de los íconos de las estaciones Hidalgo (de las Líneas 2 y 3) y Morelos (de las Líneas 4 y B), ya que son los héroes de la independencia de México más representativos.
La estación permaneció cerrada desde el 4 de mayo de 2021 hasta el 15 de enero de 2023 por seguridad, debido a un desplome que ocurrió en la interestación Tezonco-Olivos con dirección a Tláhuac y que dejara un saldo de 27 fallecidos y 80 heridos.

## Afluencia
La siguiente tabla presenta el promedio de la afluencia de la estación en el año 2014, organizados en días laborales, fines de semana y días festivos.
| Día           | Afluencia promedio |
| ------------- | ------------------ |
| Laboral       | 24,805             |
| Fin de semana | 12,080             |
| Día festivo   | 7,841              |

La siguiente tabla muestra la afluencia de la estación en los últimos 10 años:
| Afluencia Anual de Pasajeros | Afluencia Anual de Pasajeros | Afluencia Anual de Pasajeros | Afluencia Anual de Pasajeros | Afluencia Anual de Pasajeros | Afluencia Anual de Pasajeros |
| ---------------------------- | ---------------------------- | ---------------------------- | ---------------------------- | ---------------------------- | ---------------------------- |
| Año                          | Afluencia                    | A Diario                     | Ranking                      | Incremento                   | Ref.                         |
| 2023                         | 7,319,015                    | 20,052                       | 52°/187                      | X                            | [ 4 ]                        |
| 2022                         | 0                            | 0                            | X                            | -100.00%                     | [ 5 ]                        |
| 2021                         | 1,807,375                    | 4,951                        | 145°/195                     | -71.97%                      | [ 6 ]                        |
| 2020                         | 6,447,262                    | 17,615                       | 38°/195                      | -50.31%                      | [ 7 ]                        |
| 2019                         | 12,976,044                   | 35,550                       | 25°/195                      | +6.51%                       | [ 8 ]                        |
| 2018                         | 12,182,849                   | 33,377                       | 31°/195                      | +8.94%                       | [ 9 ]                        |
| 2017                         | 11,182,761                   | 30,637                       | 40°/195                      | +6.15%                       | [ 10 ]                       |
| 2016                         | 10,534,634                   | 28,738                       | 46°/195                      | +17.35%                      | [ 11 ]                       |
| 2015                         | 8,977,247                    | 24,595                       | 59°/195                      | +7.51%                       | [ 12 ]                       |
| 2014                         | 8,350,246                    | 22,877                       | 71°/195                      | +3.64%                       | [ 13 ]                       |

## Conectividad

### Salidas
- Norponiente: Eje 7 Sur Avenida Félix Cuevas y Avenida de los Insurgentes Sur, Col. Tlacoquemécatl del Valle.
- Surponiente: Eje 7 Sur Avenida Félix Cuevas y Avenida de los Insurgentes Sur (a un lado de Liverpool Insurgentes), Col. Actipan.
- Nororiente: Eje 7 Sur Avenida Félix Cuevas entre Calle Tejocotes y Calle Fresas, Col. Tlacoquemécatl del Valle.
- Suroriente: Eje 7 Sur Avenida Félix Cuevas y Calle Recreo, Colonia Actipan.

### Conexiones
Metrobús de la Ciudad de México
- Línea 1 del Metrobús de la Ciudad de México (Indios Verdes / El Caminero):
  - Félix Cuevas.

Servicio de Transportes Eléctricos de la Ciudad de México
- Línea 3 del Trolebús de la Ciudad de México (Mixcoac / Mueso de Transportes Eléctricos):
  - Insurgentes Sur.

Corredores Concesionados
- Corredor 6: Eje 8-Iztapalapa (COVISUR) (Barranca del Muerto / Ermita).